# 国际举重联合会
国际举重联合会（英語：International Weightlifting Federation，縮寫：IWF）简称国际举联，是一个总部设在匈牙利布达佩斯的国际举重运动管理机构。
国际举联成立于1905年，现在拥有187个成员国，国际举联的现任主席是匈牙利人Tamás Aján博士（Dr. Tamás Aján）。
该组织附属协会有：
- 非洲举重联合会（WFA）
- 亞洲舉重總會（AWF）
- 欧洲举重联合会（EWF）
- 大洋洲举重联合会（OWF）
- 泛美举重联合会（PAWC）